# Kleinseidau
Kleinseidau, obersorbisch Zajdow, ist ein Ort im ostsächsischen Landkreis Bautzen und gehört seit 1999 zur Großen Kreisstadt Bautzen. Seit 2007 zählt es offiziell als Stadtteil. Es liegt in der Oberlausitz und befindet sich im Siedlungsgebiet der Sorben.

## Geografie
Der Ort liegt etwa 3,5 km Luftlinie nordwestlich der Bautzner Innenstadt (Fleischmarkt zwischen Dom und Rathaus). Die Siedlungsfläche von Kleinseidau ist mit der des nördlich angrenzenden Kleinwelka zusammengewachsen. Nachbarorte im näheren Umkreis sind Neuteichnitz im Osten, Teichnitz im Südosten, Temritz im Süden, Salzenforst im Südwesten, der Saurierpark Kleinwelka im Westen sowie das ebenfalls mit Kleinwelka zusammengewachsene Großwelka im Nordwesten. An der Hoyerswerdaer Straße (B 96) nahe dem Gewerbegebiet Bautzen-Nord grenzt der äußerste Südosten der Gemarkung Kleinseidau an die Gemarkung Seidau.
Die durch den Ort führende Kleinseidauer Straße ist Teil der Kreisstraße 7274. Jene verbindet die Bundesstraße 96 im Osten mit der (nach 2000 gebauten) Staatsstraße 106 im Westen. Die Kreisstraße ist die wichtigste Verbindung dieser beiden Straßen zwischen dem Abzweig der S 106 von der B 96 nördlich Kleinwelka bei Cölln und der gut zwei Kilometer südlich Kleinseidau entlangführenden Bundesautobahn 4 mit den Autobahnanschlussstellen 88b Salzenforst (S 106) und 89 Bautzen-West (B 96).

## Geschichte

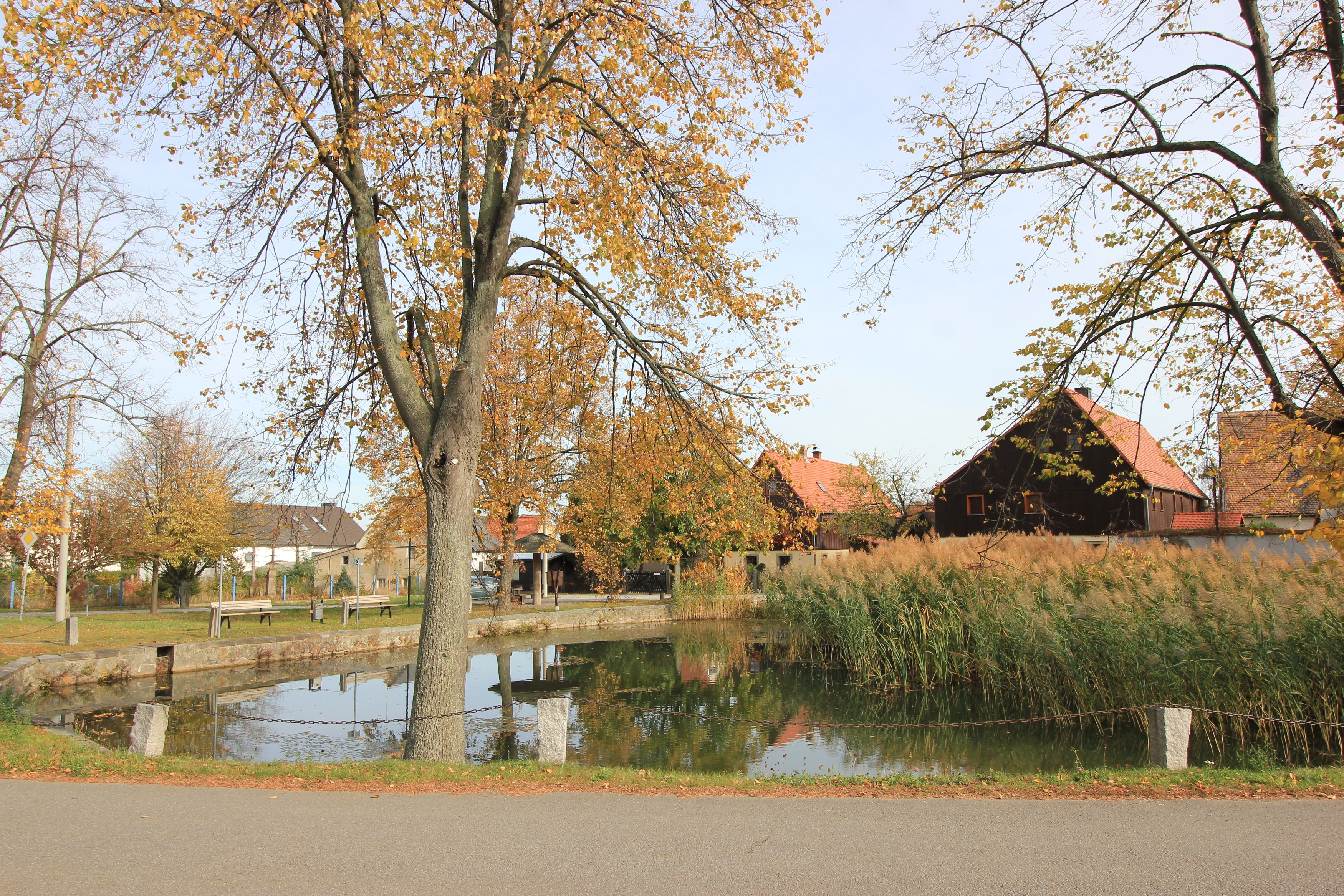
Der Dorfteich mit giebelständigen Häusern bildet das Zentrum des Orts.

### Ortsgeschichte
Durch zwei Gefäße, die man 1943 bei Erdarbeiten fand, konnte ein mittelbronzezeitlicher Friedhof in der Gemarkung nachgewiesen werden.
Die dauerhafte Wiederbesiedlung erfolgte später. Kleinseidau taucht erstmals 1419 urkundlich als Sawyda auf, was neben der Siedlungsform eines erweiterten Rundweilers auf eine sorbische Gründung hindeutet. Das Dorf unterstand grundherrschaftlich dem Rat zu Bautzen, bis im 19. Jahrhundert die Feudalablösung erfolgte. Schon vor der Reformation waren die Einwohner in die Bautzner Michaeliskirche eingepfarrt.
Bis 1936 war Kleinseidau eine eigenständige Landgemeinde, dann wurde es nach Kleinwelka und mit diesem gemeinsam 1999 nach Bautzen eingemeindet.
In den 2000er Jahren ließ die Stadt Bautzen den Dorfplatz sanieren. Der Teich wurde entschlammt und erhielt einen neuen, vom Schmutzwasserkanal getrennten Zulauf. Zudem wurde das Wegenetz geändert und die historische Postsäule saniert. Letztere ist eines der Kulturdenkmale in Kleinseidau sowie ein technisches Denkmal.

### Bevölkerung
| Jahr | Einwohner |
| ---- | --------- |
| 1834 | 79        |
| 1846 | 103       |
| 1856 | 96        |
| 1864 | 101       |
| 1871 | 106       |
| 1890 | 102       |
| 1910 | 98        |
| 1925 | 114       |
| 2000 | 192       |
| 2005 | 184       |
| 2010 | 161       |
| 2018 | 157       |

Für den sächsischen Landesrezess 1777 wurden in Kleinseidau 5 Gärtner und 11 Häusler gezählt.
Bei der ersten Volkszählung nach dem Beitritt des Königreichs Sachsen zum Deutschen Zollverein wurden für Kleinseidau 79 Einwohner im Jahr 1834 ermittelt. Die Zahl stieg bald an, bei der Volkszählung vom 3. Dezember 1846 lebten in Kleinseidau 103 Einwohner in 17 Wohngebäuden. Zehn Jahre später waren es 96 Einwohner in 19 Haushalten und 18 Wohngebäuden, 1864 waren es 101 Bewohner in 19 bewohnten Hausgrundstücken. In den folgenden Jahrzehnten bleib die Einwohnerzahl relativ konstant um 100, nach dem Ersten Weltkrieg gab es bis Mitte der 1920er Jahre einen leichten Anstieg auf 114 Einwohner. Durch die Eingemeindung 1936 wurden seitdem keine von Kleinwelka getrennten amtlichen Einwohnerzahlen für Kleinseidau erhoben.
Durch den Bau von Eigenheimen stieg die Einwohnerzahl in späteren Jahrzehnten an. Im Jahr 2000 hatten 192 Einwohner ihren Hauptwohnsitz in Kleinseidau, 2010 waren es 161.
Die Bevölkerung ist überwiegend evangelisch geprägt. Im Jahr 1834 waren unter den 79 Einwohnern 25 Katholiken (32 %), 1875 waren es 20 von 89 Einwohnern (22 %) und 1925 waren es 20 von 114 Einwohnern (18 %).
Bei der Volkszählung im Jahr 1875, die gegenüber früheren Volkszählungen ein anderes Verfahren verwandte, waren unter 89 gezählten Einwohnern 83 Sorben (93 %).

### Ortsname

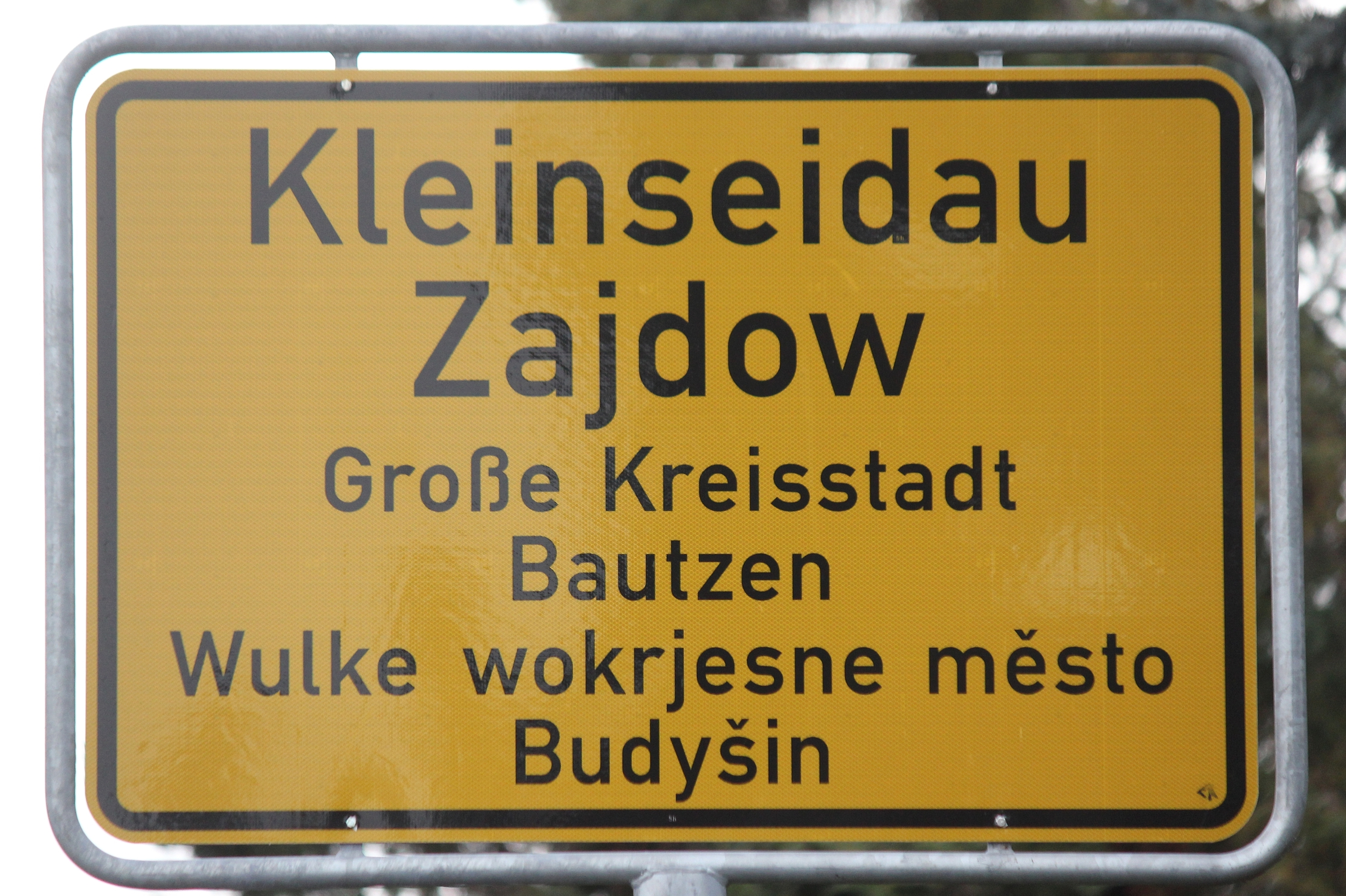
Zweisprachige Ortstafel von Kleinseidau/Zajdow

Urkundlich belegte Namensformen sind Sawyda (1419), Sayda (1424), Kl. Seyden (1759), Klein Seyda (1767) und Klein Seydau (1791). Das Präfix dient der Abgrenzung von der Seidau, die beispielsweise 1431 als Seydaw und 1569 als Seyda genannt wurde.
Der sorbische Ortsname ist belegt als Židowk, Sajdow (1835), Zajdow (1843), Zajdow (1866), Zawidow (1886), Zajdow (1920, 1959). Die 1835 genannte Variante Židowk leitet sich von Židow (Seidau) ab und erhielt das Verkleinerungssuffix -k. Ernst Eichler wies 1975 jedoch darauf hin, dass der Name Zajdow nicht vom Ortsnamen der nahegelegenen Seidau abgeleitet ist, sondern von einer altsorbischen Form *Zavidov zum Personennamen Zavid ausgegangen werden muss, der im Alttschechischen bereits im 11. Jahrhundert belegt ist. Eine Übersetzung des Personennamens als Neid, wie dies Paul Kühnel erwog, lehnte Eichler ab.

## Persönlichkeiten
Der katholische sorbische Häuslersohn Jan Haša (Johann Hasche, 1842–1863) studierte am Wendischen Seminar in Prag. In der sorbischen Zeitschrift Łužičan beschrieb er 1862 die Ereignisse der Napoleonischen Kriege um Kleinwelka.

## Belege und Weiterführendes